# 大西洋短體鰻
大西洋短體鰻為輻鰭魚綱鰻鱺目糯鰻亞目蛇鰻科的其中一種，分布於東大西洋區，從塞內加爾至幾內亞灣海域，體長可達27.3公分，棲息在沙泥底質海域，屬肉食性。

## 擴展閱讀
維基物種上的相關：大西洋短體鰻